# Friedrich Schumann (Psychologe)
Friedrich Schumann (* 1863; † 1940) war ein deutscher Psychologe.
Friedrich Schumann habilitierte sich 1892 bei Georg Elias Müller in Göttingen. Von 1894 bis 1905 war er Assistent von Carl Stumpf in Berlin. Im Jahr 1904 war er Gründungsmitglied der „Gesellschaft für Experimentelle Psychologie“ in Gießen (1929 umbenannt in Deutsche Gesellschaft für Psychologie).
Von 1905 bis 1910 war er Ordinarius für Philosophie in Zürich und Leiter des psychologischen Laboratoriums. Nach dem Tod von Hermann Ebbinghaus (1909) war er Mitherausgeber der „Zeitschrift für Psychologie und Sinnesphysiologie“. Von 1910 bis 1929 leitete er das Institut für Psychologie in Frankfurt am Main. Das von Schumann geleitete experimentalpsychologische Laboratorium in Frankfurt leistete einen wichtigen Beitrag zur Formierung der Frankfurter und Berliner Schule der Gestaltpsychologie (Max Wertheimer, Kurt Goldstein, Wolfgang Köhler, Kurt Koffka).
1938 wurde er zum Mitglied der Deutschen Akademie der Naturforscher Leopoldina gewählt.